# Émollient

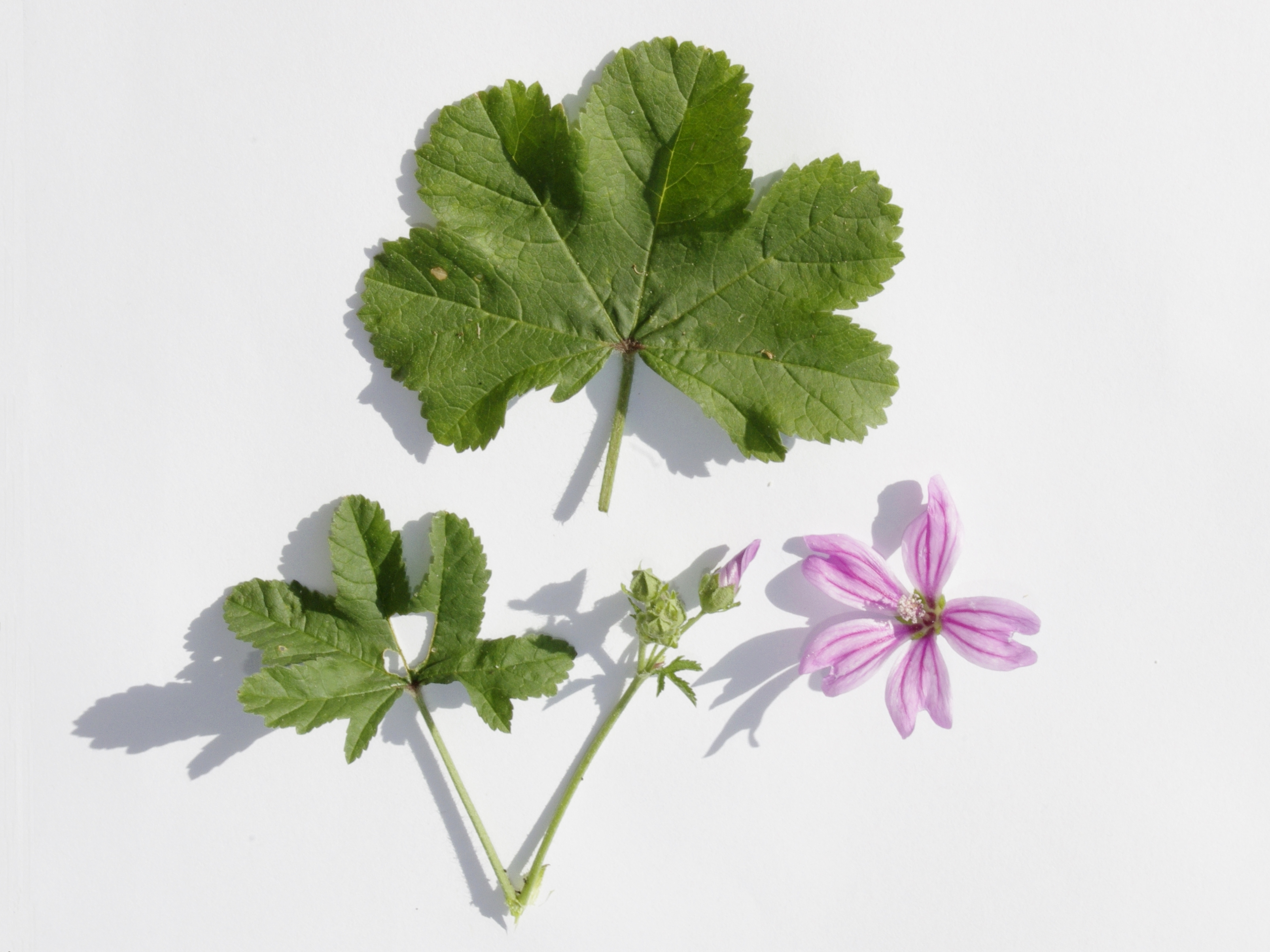
Le cataplasme de Malva sylvestris est un émollient.

Un émollient est une substance qui amollit et relâche les tissus biologiques, qu'il s'agisse des tissus cutanés et muqueuses, ou des tissus internes, une fois consommé sous forme brute ou en décoction. Beaucoup de crèmes ou d’huiles cosmétiques sont des émollients destinés à agir sur l'épiderme. Des cataplasmes de plantes, tel celui à base de Grande mauve, sont aussi des émollients.
Les substances huileuses ont généralement des effets émollients. Ainsi les huiles végétales et essentielles, la cire naturelle, la glycérine végétale et les beurres végétaux entrent dans la composition de préparations dermatologiques ou cosmétiques pour leurs qualités émollientes,.
Les émollients sont employés en dermatologie pour réduire la déshydratation ou la sécheresse (xérose) et des maladies comme le psoriasis et l'eczéma.
Ce terme est aussi parfois utilisé pour évoquer quelque chose de doux, par exemple : une voix émolliente.